# Simon Gillham
Simon Gillham, né le 24 février 1956 à Letchworth Garden City, est membre du directoire de Vivendi et président du Club athlétique Brive Corrèze Limousin évoluant en Pro D2 depuis juin 2023. Il est également directeur de la communication du groupe Vivendi et président de Vivendi Village.
Simon Gillham est de nationalité britannique.

## Biographie

### Carrière
Il est titulaire d’un Bachelor of Arts de l'université du Sussex et d'un Master de l'université de Bristol.
Il commence sa carrière en 1981 chez Thomson où il s’occupait de formation. En 1985, il crée sa propre société de formation et de communication : York Consultants.  En 1991, il est nommé vice-président Communications de Thomson Consumer Electronics. En 1994, il rejoint le Groupe CarnaudMetalbox. Début 1999, Simon Gillham prend la direction de la communication de Valeo, avant de devenir vice-président communication d'Havas en avril 2001. Il a rejoint le groupe Vivendi en 2007 en tant que directeur de la communication et du développement durable.
Il a été décoré par la reine Élisabeth II de l'Ordre de l'Empire britannique en 2010.
Au travers de Vivendi Village, Simon Gillham est à l'origine du développement d'une offre de festivals régionaux en France, dont le Brive Festival, Les Déferlantes Sud de France et Garorock.
Depuis le 10 novembre 2015, il est membre du directoire du groupe Vivendi.

### Activités dans le rugby
Il est nommé directeur général adjoint du CA Brive Corrèze Limousin en mars 2007 par Daniel Derichebourg, le propriétaire du club de l'époque, après l'avoir lui-même convaincu de ne pas vendre le club.
En 2009, Simon Gillham fonde la structure Brive Rugby SAS et rachète le club « avec des amis ». Jean-Jacques Bertrand devient alors le président du club. Au cours de sa première saison à la tête du CABCL, le club finit à la neuvième place du Top 14 au cours d'une saison mouvementée qui voit notamment les départs de l’entraîneur Laurent Seigne et du dirigeant emblématique Patrick Sébastien, symboles d'une reprise en main du club par la nouvelle direction.
Le 25 avril 2011, Midi olympique révèle le nouvel organigramme du CABCL, où Simon Gillham figure en qualité de vice-président du club, responsable des sponsors nationaux et internationaux. En novembre 2016, Simon Gillham succède à Jean-Jacques Bertrand à la présidence du CA Brive.
À la fin de la saison 2011-2012, le club est relégué en Pro D2, avant d'être à nouveau promu en Top 14 et de s'y maintenir sans discontinuer jusqu'en juin 2018. Après une saison en Pro D2, le club est à nouveau promu dans l'élite du rugby français en juin 2019.
Lors de l'assemblée générale du 8 juillet 2021, il est élu au sein du comité directeur de la Ligue nationale de rugby en qualité de représentant des clubs de Top 14. Il quitte ce poste en juillet 2023 après la descente du CA Brive en Pro D2.

## Décorations
- Ordre de l'Empire britannique à titre civil (2010)